# August Harambašić
August Harambašić (Alsómiholjác, 1861. július 14. – Stenjevec, Zágráb, 1911. július 16.) horvát költő, műfordító, újságíró és -szerkesztő, jogász, politikus.

## Pályafutása
Első költői műveit 1879-ben Bécsben jelentette meg. Bécsben és Zágrábban hallgatta a jogot, 1884-ben diplomázott, 1892-ben doktorált. Diplomája megszerzése után egy ideig J. Frank ügyvédi irodájában dolgozott. A horvát jogpárt Balkán című folyóiratában 1886-ban feltűnt első költeményei miatt börtönbe vetették. A Hrvatska vila (1881), a Balkan (1886) és a Preporod (1898) c. lapok szerkesztőjeként dolgozott. A Horvát Jogpárt tagjaként az 1892. és 1895. évi horvát országgyűlési (szábor) választásokon képviselőjelöltként indult, de kisebbségben maradt. Később jogpárti képviselő lett horvát-szerb koalíciós programmal a delnicei, majd a novskai választókerületben. 1901-ben az osztrák Birodalmi Tanács tagja. 1906-tól a magyarországi országgyűlésben dolgozott a horvát országgyűlés által képviselőként delegálva. 1906. május 28. – 1907. október 12. között a képviselőház jegyzői tisztségét is betöltötte. 1909-ben Horváth-Szlavónia országos kormánya Vallás- és közoktatásügyi osztályára történt titkári kinevezése miatt képviselői mandátumáról lemondott.
Lírai és elbeszélő költemények mellett hazafias és szociális beállítottságú verseket írt. Népszerűsége csúcspontját az 1880-as években és az 1890-es évek elején érte el. Kiváló lírikus és a horvátok legszorgalmasabb és legkedveltebb műfordítója. Idegen költők műveiből, főleg orosz, lengyel és bolgár költőktől fordított horvátra. A horvát nemzeti színház lektoraként több klasszikus drámát, főleg Shakespeare műveit tolmácsolta a horvát színházkedvelő közönség számára. Tolsztoj Háború és béke című regényét és Sienkiewicz lengyel regényíró összes regényeit horvátra fordította. Költeményeit a horvát Matica adta ki 1896-ban. Irodalmi pályafutását 1902-ben fejezte be. 
Egy elmegyógyintézetben hunyt el. Szabadkán utca viseli a nevét.

## Művei
- Ružmarinke (1882)
- Slobodarke (1883)
- Sitne pjesme (1886)
- Pjesničke pripovijesti (1889)
- Nevenke (1892)
- Izabrane pjesme (1895)